# Ghena Dimitrova
Ghena Dimitrova (en bulgare Гeна Димитрова) (6 mai 1941 – 11 juin 2005) est une soprano bulgare naturalisée italienne mondialement connue. Elle fut une des plus grandes sopranos verdiennes du XXe siècle.

## Biographie

### Formation
Ghena Dimitrova est née à Beglezh (it), un village de (Bulgarie), le 6 mai 1941,. Elle fait ses débuts dans la chorale de l'école. Son talent est remarqué et elle est envoyée poursuivre des études au Conservatoire de Sofia. Elle y étudie le chant sous la direction de Christo Brambarov, de 1959 à 1964. Au début elle est classifiée comme mezzo-soprano. Mais à partir de la deuxième année d'étude, elle est reconnue comme soprano.
Après ses études, elle commence par donner des cours de chant. Mais dès 1967, elle débute avec le rôle d'Abigaille, dans Nabucco de Verdi, à l'Opéra National bulgare. Elle obtient ce rôle, qu'elle prépare en une semaine seulement, à la suite du désistement du soprano principal.
En 1970, Ghena Dimitrova gagne le Concours international de chant à Sofia. Le prix inclut une bourse d'études de deux ans à la Scala de Milan, Scuola di Perfezionamento. Elle arrive à l'école de la Scala de Milan où elle étudie avec Renato Pastorino, Renata Carosio et plus tard avec Gina Cigna.

### Débuts professionnels
En 1972, elle interprète un peu partout en France Leonora de La Forza del destino de Verdi. La même année, elle remporte le concours international de Trévise avec le rôle d'Amelia dans Un ballo in maschera de Verdi. Une récompense qui lui ouvrira bien des portes. Peu après, elle est invitée au Regio de Parme où elle chante dans La Forza del destino aux côtés de José Carreras.
Un an plus tard, elle reprend ce rôle à la Scala de Milan avec Plácido Domingo.

### La diva
C'est le début d'une longue et riche carrière internationale. Ses participations à l'étranger se succèdent, parmi lesquelles : Amérique du Sud, Allemagne,  Autriche, Italie, URSS, Hongrie, Tchécoslovaquie.
Turandot, ce rôle qui marque ses débuts en Italie, devient un rôle emblématique pour la cantatrice (aussi bien que Tosca).
Sa Turandot est sauvegardée pour les générations futures avec l'enregistrement de la représentation des Arènes de Vérone de 1983 (avec la participation de Nicola Martinucci (it) et de Cecilia Gasdia).
Ce même rôle lui ouvre les portes du Metropolitan Opera de New York en 1987. C'est un triomphe, ponctué par une pluie de roses et de confettis.
L'année 1980 marque l'apogée de sa carrière. Elle interprète La Gioconda dans les Arènes de Vérone à côté de Luciano Pavarotti. Sa prestation fait sensation, le public est conquis.
Les années suivantes, elle y retournera plusieurs fois pour interpréter d'autres grands titres, dont Nabucco (1981), Macbeth (1982), Turandot, Aida.
En 1985, au Théâtre de la Scala de Milan, toujours aux côtés de Luciano Pavarotti, elle interprète dans Aida le rôle d'Amneris avec une puissance dramatique exceptionnelle (Acte IV, Scène I) qui donne la mesure de son talent de tragédienne hors du commun. Dotée d'une voix puissante et particulièrement large, elle a participé à l'enregistrement de plusieurs opéras, essentiellement de Verdi et Puccini.
Après ses adieux à la scène en 2001, Ghena Dimitrova se consacre à l'enseignement du chant. Elle meurt à Milan le 11 juin 2005, à 64 ans, emportée par un cancer.

### Hommage
Un concours de jeunes chanteurs d'opéra, portant son nom, est créé en 2006.

### Rôles
- Anatassov : Gergana
- Rimsky-Korsakov : Kitège (Fevronia)
- Borodine : Le Prince Igor (Jaroslavna)
- Bellini : Norma
- Umberto Giordano : Andrea Chénier
- Alfredo Catalani : Lorelei
- Mascagni : Cavalleria Rusticana (Santuzza)
- Amilcare Ponchielli : La Gioconda (opéra)
- Puccini : La Fanciulla del West (Minnie), Manon Lescaut, Tosca, Turandot
- Verdi : Nabucco (Abigaille), Aida (Aïda et Amnéris) , Un ballo in maschera (Amelia), Don Carlo (Elizabetta et Eboli), Ernani (Elvira), Attila (Odabella), Otello (Desdémone), Simon Boccanegra (Amélia), La Forza del destino (Léonora), Macbeth (Lady Macbeth), I Lombardi alla prima crociata (Giselda) , Il Trovatore (Léonora), Requiem (soprano et mezzo-soprano), I masnadieri (Amelia)

## DVD
- Aïda - Luciano Pavarotti, Ghena Dimitrova, Nicolai Ghiaurov - Chœur et orchestre de la Scala de Milan, Lorin Maazel - 1986 - Arthaus Music. Diapason d'or.
- Nabucco - Chœur et orchestre de la Scala de Milan, Riccardo Muti - 1987 - Warner Music.
- Turandot - Arena di Verona - 1983 - Warner Music.